# Meister des Zwickauer Hochaltarretabels
Als Meister des Zwickauer Hochaltarretabels wird der spätmittelalterliche Bildschnitzer bezeichnet, der Figuren für den Hochaltar im Dom St. Marien zu Zwickau geschaffen hat.
Das Retabel wurde um 1479 nach Zwickau geliefert. Es ist eines der zahlreichen Kunstwerke, die die wirtschaftlich aufblühende Region Sachsen um diese Zeit aus Nürnberg importierte. Der Flügelaltar ist im geöffneten Zustand sieben Meter breit, vier Bilder der Innenseite des sechsflügeligen Wandelaltars werden dem bekannten Nürnberger Maler Michael Wolgemut zugeschrieben, die rückseitigen Gemälde anderen Malern. Die geschnitzten Figuren der Außenflügel zeigen Maria mit Strahlenkreuz über einer Mondsichel im Zentrum des Altars umgeben von weiblichen Heiligen. In der Predella werden zehn Weise des Altertums sowie Christus und die Apostel dargestellt. Bei diesen Schnitzereien können mehrere Künstler als Bildschnitzer unterschieden werden, der Meister des Zwickauer Hochaltarretabels gilt darunter als der Leiter einer größeren Werkstatt, die sie und die Gesamtkomposition des Altares erstellte. Dem Zwickauer Altar wird wegen seiner Größe und seiner Bedeutung für die Kunstentwicklung in Sachsen eine besondere kunsthistorische Bedeutung zugesprochen.
Dem Meister des Zwickauer Hochaltarretabels und seiner Werkstatt werden neben dem Zwickauer Altar noch weitere Werke zugewiesen, so zum Beispiel der Petrusaltar in St. Sebald in Nürnberg.